# Effingham, Illinois
Effingham är en stad (city) i Effingham County, i delstaten Illinois, USA. Enligt United States Census Bureau har staden en folkmängd på 12 339 invånare (2011) och en landarea på 25,5 km². Effingham är huvudort i Effingham County.

## Kända personer från Effingham
- Carl A. Kemme, biskop